# Serle
Pour les articles homonymes, voir Serle (homonymie).
Serle est une commune italienne de la province de Brescia, dans la région Lombardie.

## Administration
| Période                                  | Période | Identité         | Étiquette      | Qualité |
| ---------------------------------------- | ------- | ---------------- | -------------- | ------- |
| 2004                                     | 2014    | Gianluigi Zanola | civiques liste |         |
| Les données manquantes sont à compléter. |         |                  |                |         |

### Communes limitrophes
Botticino, Caino, Nave, Nuvolento, Nuvolera, Paitone, Vallio Terme